# Лёгкие полевые команды

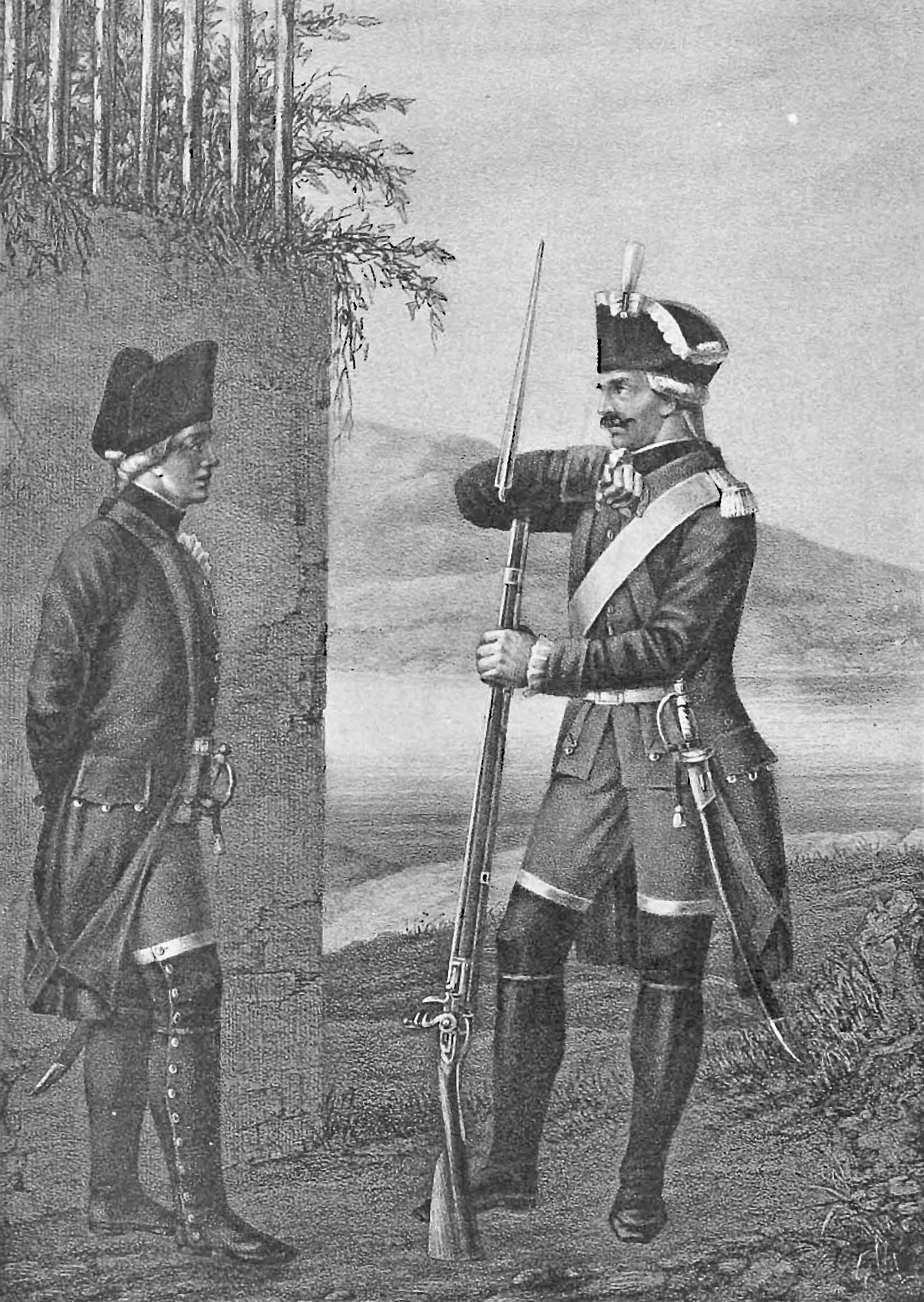
Мушкетёры (нестроевой и рядовой) лёгких полевых команд. 1771—1775.

Лёгкие полевые команды (когорты) — воинские формирования, существовавшие в армии Российской империи, в период с 1771 года по 1775 год.
Каждая когорта, числом около 550 человек личного состава, состояла из всех трех родов оружия: двух мушкетерских рот и особых команд — егерской, драгунской и артиллерийской. Всего команд было 25.

## История
Когорты (лёгкие полевые команды) в Вооружённых силах Российской империи, для защиты границ, были учреждены 31 августа 1771 года в Астраханской и Оренбургской губерниях и 5 сентября 1771 года в Сибири. В состав команд были включены солдаты расформированных в том же году Закамской (три конные полка) и Сибирской ландмилиций, а также ряда гарнизонных полков.
Располагались вдоль Оренбургской, Сибирской и Царицынской укрепленных линий и предназначались для защиты границ Российской империи от набегов кочевников.
Каждая команда насчитывала около 550 человек и состояла из двух мушкетёрских рот (по 136 человек в каждой) и особых команд — егерской (48 человек), драгунской (60 человек) и артиллерийской (32 человека). Офицерский состав команды представляли командир в ранге штаб-офицера, 11 обер-офицеров (два капитана, три поручика, три подпоручика, адъютант, два прапорщика), также в команде были 24 унтер-офицера, лекари, писари и нестроевые чины: слесари, кузнецы, плотники, коновалы.
В условиях, когда Российская империя пребывала в состоянии войны с Османской империей, правительство не имело возможности укомплектовать полевые команды опытными офицерами, для формирования командного состава были задействованы офицеры, служившие в различных подразделениях Сибирского и Оренбургского корпусов, как правило, в унтер-офицерских чинах, подавляющее большинство обер-офицеров были очень молоды. Из столицы были присланы несколько выпускников Сухопутного кадетского корпуса без реального армейского опыта, а также недавно прибывшие в Россию иностранцы, принятые на российскую службу.
Команды именовались по номерам — 1-я лёгкая полевая команда, 2-я лёгкая полевая команда и так далее. Всего команд было двадцать пять, и практически все они были задействованы вскоре в ходе начавшегося в 1773 году Пугачёвского восстания. 6-я и 7-я лёгкие полевые команды обороняли городовую крепость в Яицком городке. 22-я, 23-я, 24-я и 25-я лёгкие полевые команды вошли в корпус генерала Мансурова, разбившего пугачёвцев в Самаре, в Татищевой крепости и снявшего осаду с Яицкого городка. Действия 22-й лёгкой полевой команды и её командира Гринёва были описаны А. С. Пушкиным в архивных заготовках к «Истории Пугачёвского бунта». Лёгкие полевые команды Сибирского корпуса сыграли решающую роль в подавлении пугачевского движения (бунта) в Зауралье и Западной Сибири.
22 Февраля 1775 года лёгкие полевые команды были упразднены. Из входивших в них мушкетёрских рот были сформированы четырёхротные полевые батальоны — Свияжский, Моздокский, Екатеринбургский, Семипалатинский и Колывано-Воскресенский, — а егерские команды сведены в два батальона, впоследствии принявшие названия 1-го и 2-го сибирских егерских.